# Imperio de Atlantium
El Imperio de Atlantium es una micronación y un grupo de presión progresista, secular y pluralista con sede en Nueva Gales del Sur, Australia.
Micronations: The Lonely Planet Guide to Home-Made Nations describió a Atlantium en 2006 como "un antídoto refrescante contra el autoengrandecimiento reaccionario de tantas micronaciones", y "un experimento de estado-nación extremadamente sofisticado, así como un pretendiente completamente serio a Estado legítimo". La entrada del libro sobre Atlantium señala su adopción de "políticas progresistas y liberales" y lo caracteriza como una "utopía humanista secular".
Entre las causas que apoya Atlantium se encuentran el derecho a la libre circulación internacional sin restricciones, el derecho al aborto, el derecho al suicidio asistido y la reforma del calendario decimal.
En 2015, la micronación tenía casi 3000 "ciudadanos", la mayoría de los cuales se registraron en línea desde más de cien países y nunca habían estado en Atlantium.

## Historia
Atlantium fue fundado en 1981 por tres adolescentes de Sídney: George Francis Cruickshank, Geoffrey John Duggan y Claire Marie Coulter (de soltera Duggan). Los tres reclamaron un "territorio provisional" de 10 metros cuadrados (110 pies cuadrados) en el suburbio sur de Narwee como la primera capital de Atlantium, y declararon a Cruickshank como jefe de Estado soberano, con el título de "Emperador George II". Geoffrey Duggan fue elegido primer ministro en 1982 y sirvió hasta 1986. Damian Scott ocupó el cargo de 1986 a 1988 y Kevin Fanucchi fue nombrado primer ministro en 1988, pero en 1990, cuando los miembros originales del grupo se graduaron de la universidad y se mudó, el grupo dejó de estar activo.
En 1999, Cruickshank compró un apartamento en el suburbio de Potts Point, en el interior de Sídney, y poco después revivió Atlantium, lanzando un sitio web, que fue fundamental para atraer nuevos miembros. El apartamento de 61 metros cuadrados (660 pies cuadrados), conocido como Imperium Proper, se convirtió en la segunda capital de Atlantium. Concordia se convirtió en la tercera capital de Atlantium el 12 de enero de 2008, cuando se creó la provincia rural de Aurora de 0,76 kilómetros cuadrados (0,29 millas cuadradas), aproximadamente a 350 kilómetros (220 millas) al suroeste de Sídney. El sitio web de Atlantium describe a Aurora como la "capital administrativa global, el punto focal ceremonial y la patria espiritual" de Atlantium.

## Estado y operaciones
El sitio web de Atlantium utilizó varias autodescripciones diferentes, que incluyen "estado autodeclarado", "microestado aspirante" y "estado soberano global". De acuerdo con su afirmación de ser un estado "principalmente no territorial", Atlantium no mantiene ningún reclamo territorial formal; sin embargo, promueve la idea de que el apartamento de Cruickshank y la provincia de Aurora tienen estatus extraterritorial. En la práctica, estas propiedades permanecen bajo jurisdicción australiana.
Ninguna nación establecida había reconocido los reclamos de soberanía de Atlantium, y no tenía relaciones diplomáticas recíprocas. Atlantium había designado "representantes diplomáticos no acreditados" llamados "Legados Imperiales" en Estados Unidos, Pakistán, Polonia, Brasil, India, Italia, Irán, Singapur, Serbia y Suiza. El grupo había otorgado "Honores imperiales" a varios destinatarios, generalmente en reconocimiento al activismo político o por el servicio a las comunidades locales.

## Sellos, monedas y billetes
Atlantium vendía sellos, monedas y billetes, que utilizaba un sistema de moneda decimal de 100 centi imperiales por solidus imperial. El sitio web de Atlantium afirmó que las ganancias de esas ventas se utilizan para "las operaciones en curso del Imperio", así como para causas benéficas.
El primer informe documentado de los medios que se refiere a Atlantium es un artículo de una revista filatélica de 1984 sobre los lanzamientos de sellos de Cenicienta. Hubo 12 emisiones de sellos atlantianos.
Atlantium acuñó monedas, aunque los niveles de actividad económica de Atlantium permanecieron bajos. La primera moneda fue la moneda de 10 solidi del vigésimo aniversario, que tiene una imagen de George Cruickshank en el anverso y el águila imperial en el reverso. En 2011, se emitió una moneda de 30 solidi para conmemorar el 30 aniversario de Atlantium. La moneda tenía la imagen de George Cruickshank en el anverso y el águila de cola de cuña (Aquila audax) en el reverso y fue acuñada en cuproníquel y chapada en oro de 9 quilates. Los billetes de banco de Atlantium estaban denominados en solidi imperiales (10, 25, 50 y 100 solidi imperiales) y actualmente se dividen en una serie de 2006 y una serie de 2007.

## Ciudadanía
En octubre de 2015, Atlantium tenía casi 3000 ciudadanos de (y aún residían allí debido a la pequeña área del Imperio de Atlantium) de más de 100 países. El sitio web nombra a personas que ocupan funciones tales como ministro, director, magistrado y legado imperial. Atlantium dijo que su ciudadanía no reemplaza las ciudadanías existentes. Los atlantianos sostienen que todos tienen doble ciudadanía, y que Atlantium alienta activamente a sus ciudadanos a participar en los procesos políticos de sus países de residencia.
A fines de 2016, Atlantium dejó de aceptar solicitudes de ciudadanía según una respuesta publicada en la página oficial de Facebook. El 1 de enero de 2018 se reabrió el proceso de solicitud ciudadana, cobrando una tarifa de US$25.